# Општина Карбунари (Караш-Северин)
Карбунари (рум. Cărbunari) општина је у Румунији у округу Караш-Северин.
Oпштина се налази на надморској висини од 573 m.